# 悬挂式单轨系统

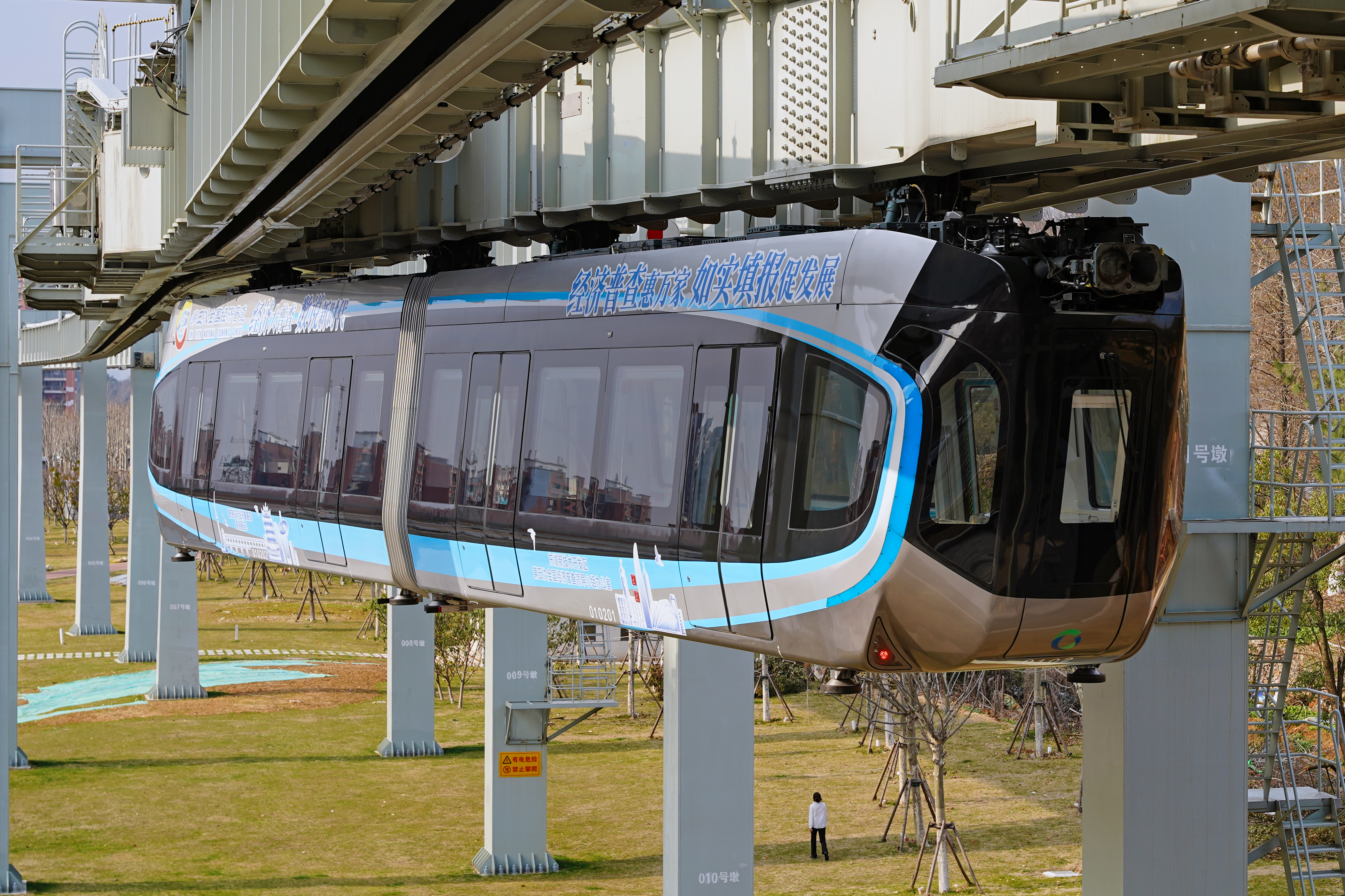
武汉的悬挂式单轨

悬挂式單軌（在多特蒙德，它被称作H-Bahn，是Hängebahn的缩写（意思是悬挂式铁路）；在杜塞尔多夫，它被称作Sky train（意思是空中列车）），又称空轨，是一个车辆悬挂在单根梁上运行的单轨系统。现代悬挂式單軌系统始由德国西門子公司開發與製造，因此此類產品又被命名為SIPEM（Siemens People Mover，西門子式旅客捷運系統）。最早在德国多特蒙德大学與杜塞尔多夫机场製造。
2007年後，由於將注意力全部集中于新購併的馬特拉公司所開發出來的自動輕級車輛技術市場化，西門子也就不再倍加關注空軌系統的市場營銷，但該項技術設備仍然在投入安裝建設。2009年，莫斯科引入了該軌道系統。2012年中華人民共和國兩會上提出《關於采用空中軌道交通系統緩解城市交通困難的建議》，溫州、天津、上海、濟南、合肥、洛陽、石家庄和北京等城市有意建設該種軌道系統。

## 已建成的悬挂式单轨系统
德国

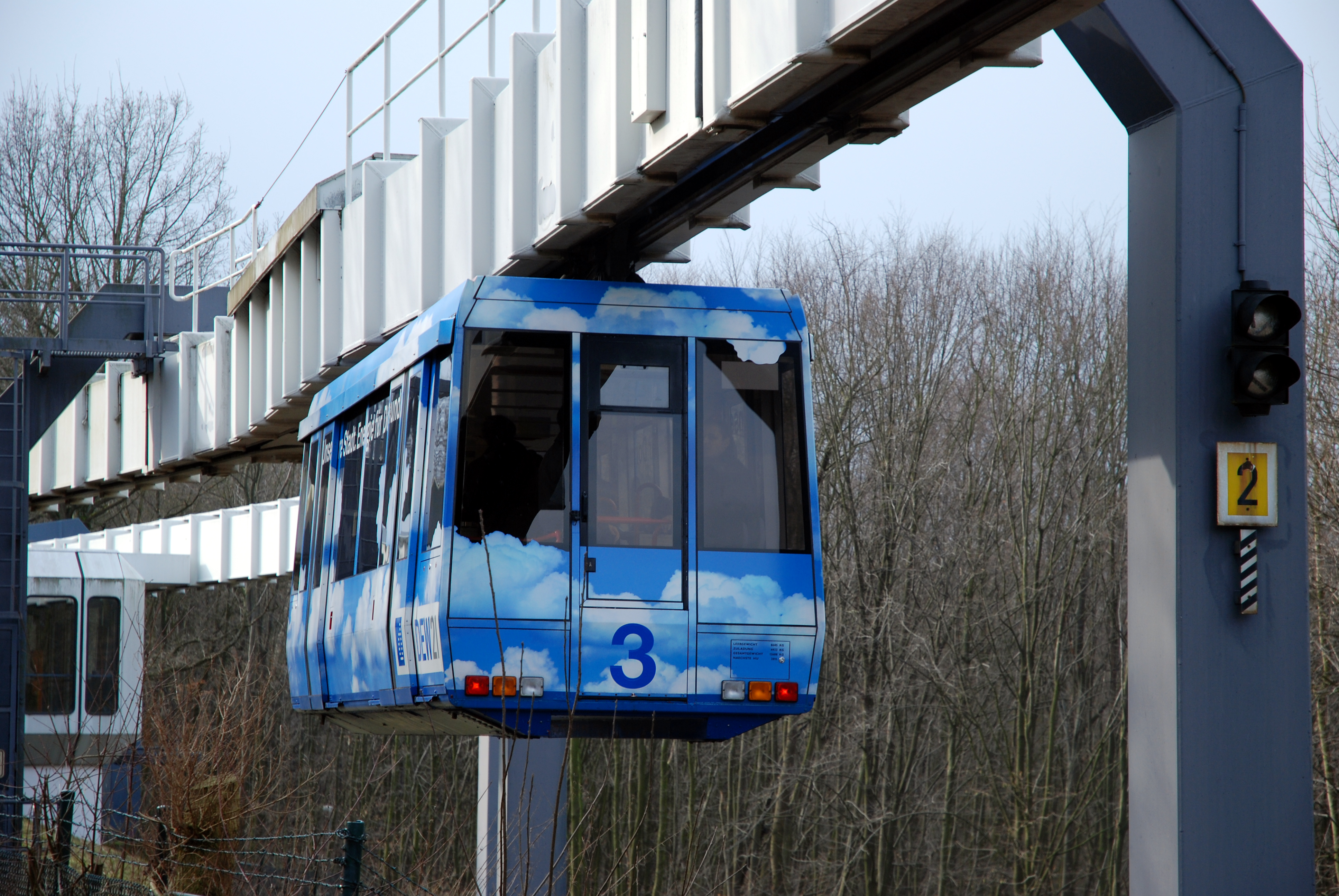
H-Bahn Dortmund

- 烏帕塔單軌電車 1901年 13.3 km
- 多特蒙德大學 H-Bahn 1984年起 3km
- 杜塞尔多夫机场 SkyTrain 2002年  2.5 km [3]

中国
- 武汉光谷空轨

日本
- 千葉都市單軌電車
- 湘南單軌電車
- 上野懸垂線